# カール・エドワーズ
カールトン・マイケル・"カール"・エドワーズ・ジュニア（Carlton Michael "Carl" Edwards Jr.、1979年8月15日 - ）は、アメリカ合衆国（ミズーリ州・コロンビア）出身のNASCARドライバー。

## 経歴
2004年の第23戦よりラウシュ・レーシングのジェフ・バートンのシートを引き継ぐ形で、ネクステル・カップ・シリーズへスポット参戦を果たす。翌2005年にはフル参戦4戦目にして初優勝（この前日にはブッシュシリーズでも初優勝）を達成しルーキーイヤーながらプレーオフへ進出、最終的に同僚のグレッグ・ビッフルと同ポイントのランキング3位に食い込む快挙を成し遂げる。
2015年、カップシリーズデビュー戦より所属し続けたラウシュ・フェンウェイ・レーシングを離れ、トヨタ系のジョー・ギブス・レーシングへと移籍した。
2016年シーズンは第8戦ブリストル、第9戦リッチモンド、第34戦テキサスの3勝を挙げ、チェイス最終ラウンドに勝ち残ったが、最終戦ホームステッド＝マイアミではリスタート後の264周目にジョーイ・ロガーノをブロックしようとしてクラッシュ。勝利を目前としながらのリタイアとなり、初のチャンピオンシップ獲得を逃した。
シーズン終了後、突如として現役引退を発表。2017年シーズンには参戦せず、カーナンバー19にはダニエル・スアレスが乗ることとなった。

## 戦績
- NASCAR最高峰シリーズ

2015 - スプリントカップ 36戦2勝　ランキング5位
2014 - スプリントカップ 36戦2勝　ランキング9位
2013 - スプリントカップ 36戦2勝　ランキング13位
2012 - スプリントカップ 34戦0勝　ランキング15位
2011 - スプリントカップ 36戦1勝　ランキング2位
2010 - スプリントカップ 36戦2勝　ランキング4位
2009 - スプリントカップ 36戦0勝　ランキング11位
2008 - スプリントカップ 36戦9勝　ランキング2位
2007 - ネクステルカップ 36戦3勝　ランキング9位
2006 - ネクステルカップ 36戦0勝　ランキング12位
2005 - ネクステルカップ 36戦4勝　ランキング3位　フル参戦開始
2004 - ネクステルカップ 13戦0勝　ランキング37位　※スポット参戦

## その他
- トラックシリーズ、ブッシュシリーズを含めた3大カップ戦全てにおいて優勝経験を持つ(歴代で3人目)。
- 優勝時にはマシンを降りる際にバック転を行うのが恒例となっており、トラックシリーズの初優勝時から10年以上もの間欠かさず続けている。